# Rafael Navarro Cárcel
Rafael Navarro Cárcel (nacido en El Rebollar, Requena, Provincia de Valencia en 1970) es un periodista y locutor de radio español.
Actualmente obtiene el cargo de director regional de El Mundo en la Comunidad Valenciana.   

## Biografía
Nacido en el año 1970 en El Rebollar en la Provincia de Valencia donde estuvo viviendo hasta los siete años, y hasta edad se trasladó a Requena. Su familia se ha dedicado a la agricultura.

### Inicios
Desde muy joven sintió una gran vinculación por el periodismo. A los 13 años se inició en el mundo de la radio, a través de las primeras emisoras de radio ‘piratas’ que se crearon en Requena. Posteriormente durante varios años fue locutor de radio en Radio Requena, donde realizaba programas musicales y de informativos y en este tiempo era corresponsal del diario  Levante El Mercantil Valenciano (Levante-EMV) de la comarca Requena-Utiel. Después se licenció en periodismo por la Universidad CEU San Pablo y también es licenciado en Ciencias Empresariales por la Universidad de Valencia, mantuvo colaboraciones con la profesión durante su etapa de estudiante, especialmente con Antena 3 Radio en Valencia. 

### Trayectoria periodística
Tras haber terminado sus estudios ya pudo trabajar profesionalmente en el periodismo, trabajando por primera vez en Radio Valencia y Cadena Ser, donde estuvo como locutor y editor de los informativos autonómicos del fin de semana.
Posteriormente fue redactor jefe de la revista Economía 3 y después delegado en la Comunidad Valenciana del periódico económico La Gaceta y de la revista Dinero.
En el año 1997 formó parte del equipo fundador del diario El Mundo en la Comunidad Valenciana, donde ostentó diversos cargos de responsabilidad hasta 2005.
Un mes después se trasladó a la redacción de El Mundo en Madrid, donde ejerció como redactor jefe de la sección de Economía, lanzó el suplemento dominical Mercados e integró las redacciones de economía de elmundo.es y de El Mundo.
En septiembre del año 2008 regresó a Valencia para ocupar el cargo como director regional de El Mundo y elmundo.es en la Comunidad Valenciana, sustituyendo a Benigno Camañas en su cargo como director.

## Publicaciones[2]
- Los nuevos burgueses valencianos[3] (2005), historia de los empresarios que partieron de la nada y levantaron grandes imperios. Un análisis de las claves del éxito de los emprendedores, que analizaba la historia de los empresarios valencianos más importantes del último siglo.